# 沖田十三
沖田 十三（おきた じゅうぞう）は、アニメ「宇宙戦艦ヤマトシリーズ」の登場人物。

## キャラクター設定
西暦2147年生まれ。 地球防衛軍艦隊歴戦の宇宙戦士にして優秀な物理学者。宇宙戦艦ヤマトの初代艦長として、イスカンダルへの旅を成功に導いた。
ずっと行動を共にしてきた戦友でもある徳川彦左衛門曰く「万に一つの可能性を発見したらそれを信じ、沈着冷静に行動する人」。「明日のために今日の屈辱に耐えるのが男」という理念を持ち、古代進にも「生きて生きて生き抜け」という教えを残している。
白髪に髭を蓄えた年齢不相応の老け顔だが、これはデザイン原案の松本零士が、初期設定時の45歳に対して「もう年寄り」という印象を持っていたためである。
モデルは松本の父で、名前の由来はSF作家の海野十三と新撰組の沖田総司である。

## 劇中での登場
宇宙戦艦ヤマト
第1話から登場。西暦2199年8月、冥王星星域において地球艦隊を率いてガミラス艦隊と戦うが、乗艦の沖田艦を残して艦隊は壊滅し、護衛隊長の古代守を失った悲しみを堪えつつ撤退する。戦闘中は圧倒的不利な状況に追い込まれても絶望せず、ガミラスの降伏勧告を「バカめ」と一蹴し、地球帰還時にもガミラスを「悪魔」と呼びつつ「最後の一人になっても絶望しない」と不倒の闘志を見せる。なお、この戦いで一人息子も亡くしている。
その後、宇宙戦艦ヤマトの艦長に就任し、持病である宇宙放射線病を押して14万8千光年の旅を率いる。病の進行と闘いながら指揮を執り続けていたが、前人未到かつ人類の命運の懸かった航海の艦長という重責と激務も相まって病状が悪化していく中、第20話でバラン星星域における戦闘時の古代進の働きを見て、彼を艦長代理に任命して補佐させながら指揮を執り続ける。
イスカンダル星への到着直前のガミラス本星における戦いでは指揮を執れなくなっていたが、戦況に苦悩する進に起死回生の策を授けるなど、病床にあっても沈着冷静な判断力は失われることはなかった。イスカンダル星への到着時には乗組員たちに厚く労いと感謝の言葉を述べたほか、放射能除去装置を受け取って地球への帰還の途につく間も病床を離れることは無く、地球への帰還を間近にして家族の写真を眺めて涙を流し、艦長室の窓から地球を眺めながら「地球か…何もかも皆懐かしい」の言葉を残し、力尽きる。
逸話としては、2025年8月、国際宇宙ステーション（ISS）に船長として滞在中の大西卓哉宇宙飛行士（49）が6日までに、X（旧ツイッター）を更新。　7日に迫った地球への帰還を前に「『地球か・・・何もかもみな懐かしい』」と、長い航海を経て地球に帰還する名作宇宙アニメの宇宙戦艦艦長の50年前の名言をポストした。（日刊スポーツ）
なお、命日は本作と『さらば』ではイスカンダルから帰還した9月5日と設定されていたが、『ヤマト2』では10月10日と設定されている。
藤川桂介作、ひおあきら画の漫画版では、癌に冒されてイスカンダルを目の当たりにしながら到着する前に死亡し、宇宙葬にされる。
さらば宇宙戦艦ヤマト 愛の戦士たち / 宇宙戦艦ヤマト2
いずれも本人は回想シーン以外に登場しない。かつて地球を救った功績を讃えて英雄の丘には沖田の銅像が立てられているが、そのわずか1年後を描く本作らではすでに遠い昔の出来事として忘れ去られており、戦没の日には元ヤマト乗組員のみが集まるようになっている。
ヤマトが地球防衛軍の制止を振り切って海底ドックから発進する際には、佐渡酒造とアナライザーによって艦長席の後上方に沖田のレリーフが掲げられる。乗組員の心の拠り所でもあるそれは、白色彗星帝国との連戦を経た物語終盤で超巨大戦艦を前に満身創痍となったヤマトから進に語りかけ、彼に特攻を決意させるきっかけとなる。
宇宙戦艦ヤマトIII
本人は登場しないが、第20話で惑星ファンタムにおいて進の前に幻となって現れるシーンがある。また、第17話でデスラーがヤマトを表敬訪問した際、第一艦橋に掲げられた沖田のレリーフに跪いて敬意を表している。
宇宙戦艦ヤマト 完結編
「死亡したというのは佐渡の誤診だった」として地球への帰還後に本格的な手術を受けて成功し、密かに療養していたと設定され、生存している姿で再登場する。水惑星アクエリアスの接近という地球人類存亡の危機に際して復帰し、再びヤマト艦長の任に就く。ディンギル率いる都市衛星ウルクと戦って辛勝を収めるが、アクエリアスの地球への接近を許してしまう。最後は地球水没を防ぐために自爆し、ヤマトと運命を共にする。
沖田の生存については、本作のスタッフで『2199』の総監督を務めた出渕裕が、「冒頭に衝突する二つの銀河とあるが、銀河の直径は約10万光年あり、衝突には10万年かかる。あれは衝突ではなく、他世界解釈で『もう一つの銀河』が重なりあったとし、もう一つの銀河にはヤマトが旅立てなかった赤い地球がある。そしてそこには発進できなかったヤマトが眠っていて、艦長室に沖田艦長がいる。それだったら登場してもおかしくない」というアイデアを進言したが採用されなかったと、インタビューで語っている。
宇宙戦艦ヤマト 復活篇
進の回想に登場（映像は『完結編』のもの）。また、ヤマト第一艦橋艦長席の背後には、『完結編』で外されたレリーフが再び掲げられている。終盤では真田志郎が英雄の丘を訪れ、沖田の像に敬礼している。

## リメイクアニメ
『宇宙戦艦ヤマト』のリメイク作品である『宇宙戦艦ヤマト2199』を初作とする本シリーズでは、国連宇宙軍・連合宇宙艦隊司令長官で、階級は宙将（提督）と、役職と階級が具体化されている。2141年12月8日生、2199年12月8日没、58歳没。
第二次内惑星戦争で勇名を馳せたほか、カ2号作戦（第二次火星沖海戦）において初めてガミラス艦隊を退けることに成功したため、英雄として尊敬を集めている。なお、カ2号作戦の際に一人息子を失っている。
旧作に準じて宇宙物理学博士号を持っているほか、本当は外宇宙には軍人としてではなく科学者として訪れたかったと思っている。また、旧作の宇宙放射線病に相当する「遊星爆弾症候群」を数年前から患っており、ヤマト発進時点では本人以外に藤堂平九郎・土方竜・佐渡酒造の3人のみがその事実を知っている。
2191年のガミラスとの遭遇時、軍上層部の先制攻撃命令を「性急に過ぎる」として断固拒否し、艦隊司令長官の職を解任された過去を持つ。この時の命令違反に対し、沖田は軍人としては間違っていると認めながらも「軍人であっても一人の人間として行動しなくてはならないときがある」「人は間違いを犯す。たとえ命令であったとしても、間違っていると思ったら自分を貫く勇気も必要」などと『2199』第12話で進に述べている。また、ユリーシャがヤマトの自動航法室の中核になっていることを真田以外の乗組員の中で唯一知っていたが、これに関しても前述の理念から、同作第17話において自身の一存で乗組員全員に公表している。

### 劇中での登場（リメイクアニメ）
宇宙戦艦ヤマト2199 / 宇宙戦艦ヤマト2199 星巡る方舟
第1話で、メ号作戦（冥王星沖海戦）における第一艦隊の指揮官として初登場。ガミラス艦隊との交戦で、艦隊は旗艦キリシマを除いて全滅したが、真の目的である陽動には成功する。
第2話で病を理由に土方から艦長職の交代を勧められるも、それを振り切ってヤマトへ乗り込む。ヤマト発進後しばらくは落ち着いていたが、第8話のグリーゼ581における戦闘の頃から病状が悪化し始め、第13話の対次元潜航艦戦でついに倒れて緊急手術を受けることになる。手術は成功して一命を取り留めたものの、遊星爆弾症候群自体は完治せず容態が悪化していき、ガミラス本星決戦後には車椅子の状態となる。
自身の死期を悟っており、自身の魂を若い世代に託したいと思っている。最終話で地球をその目で見た後に息絶えるが、雪を蘇生させるためにその力を使った守に代わってコスモリバースシステムの中核となる。
漫画版（むらかわみちお）
アニメ版でもたびたび口にしていた「悪魔め」という言葉が、敵という「人」ではなく、その「魔」の部分を憎み、また同じように自分の中にもいる「魔」を抑え抗うためのおまじないのような魔除けの言葉であることを、進に明かしている。アニメでは身体に特に傷は見られなかったが、漫画版では身体中に歴戦の傷痕が残っている。

宇宙戦艦ヤマト2202 愛の戦士たち
第1話で、テレサによる幻影として進の前に現れる形で初登場。その後も、幻影や回想シーンで登場する。

## キャスト
声優
- 納谷悟朗（オリジナルシリーズ）
- 菅生隆之（リメイクシリーズ）
- 山寺宏一（『アオイホノオ』劇中アニメ）

俳優
- 山﨑努（『SPACE BATTLESHIP ヤマト』